# パールサファイアブルー
サファイアブルーは深い青色のこと。フランス芸術家イヴ・クラインが作った色で、インターナショナル・クライン・ブルーとも言う。
1957年に、クラインは「インターナショナル・クライン・ブルー」（International Klein Blue, IKB）と呼ばれる特許を取得した。